# Gladioglanis anacanthus
Gladioglanis anacanthus är en fiskart som beskrevs av Rocha, de Oliveira och Rapp Py-daniel 2008. Gladioglanis anacanthus ingår i släktet Gladioglanis och familjen Heptapteridae. Inga underarter finns listade i Catalogue of Life.